# 小行星5754
小行星5754（英語：5754）是一颗围绕太阳公转的小行星。1992年3月24日，上田清二、金田宏在钏路市发现了此天体。
这颗小行星的绝对星等为226.30048等。